# Cristian Machín
Cristian Machín, vollständiger Name Cristian Adrián Machín Ramírez, (* 5. Dezember 1988 in Montevideo) ist ein uruguayischer Fußballspieler.

## Karriere
Der 1,72 Meter große Abwehrspieler Machín stand zu Beginn seiner Karriere von der Apertura 2006 bis Mitte Juli 2012 in Reihen des uruguayischen Profiklubs Centro Atlético Fénix. Dort absolvierte er mindestens 78 Erstligaspiele (2009/10: 21 Spiele/kein Tor, 2010/11: 29/0; 2011/12: 28/0) und zwei Begegnungen (kein Tor) in der Copa Sudamericana 2011. Im Juli 2012 wechselte er zum argentinischen Erstligisten Atlético de Rafaela, für den er zehnmal in der Primera División auflief und ein Tor schoss. Auch in zwei Partien (kein Tor) der Copa Argentina wurde er aufgestellt. Im September 2013 verließ er die Argentinier und setzte seine Laufbahn beim uruguayischen Zweitligisten Boston River fort. Bei den Montevideanern steht für die Spielzeit 2013/14 ein Ligaeinsatz (kein Tor) in der Segunda División zu Buche. Anschließend ist bislang (Stand: 17. Juli 2016) keine weitere Kaderzugehörigkeit verzeichnet.